# Politická moc
Politická moc (latinsky imperium) je moc držená jedincem či skupinou, která umožňuje řízení a správu společnosti či schopnost politických aktérů ovlivňovat politická rozhodnutí. Existuje řada cest k získání politické moci.

## Obecná charakteristika
Německý sociolog Max Weber uváděl, že jedinci, kteří se věnují politice, chtějí získat politickou moc. Takový druh moci je tedy jednou ze základních kategorií politiky, vedle dalších jako jsou stát, hierarchie, autorita, řád, konflikt aj.
Již Niccolo Machiavelli považoval moc za hlavní atribut politického života. Podle jeho slov je polovina našeho konání závislá na přízni okolností (fortuna) a druhá polovina na svobodné vůli každého z nás. Pro uchopení moci je nutné vynaložit všechny síly na cíl (virtú), který je představován nabytím a udržením moci. To je dostačující podmínka k tomu, aby se z občana zrodil vládce. Machiavelli v tomto smyslu souhlasil s použitím všech známých prostředků, které povedou k tomuto cíli a Max Weber jeho myšlenku doplnil, že rozhodujícím prostředkem k získání moci je pro politika násilí a jeho „mocenský instinkt“.
Weber odděloval dva druhy moci:
- moc, která slouží jako nástroj jiných cílů (ideálních či egoistických).
- moc, která vychází ze své podstaty a je kategorií sama o sobě, její získání jednotlivými politiky je pro ně prestiží.[3]

Lidé by nikdy nedosáhli toho, co je možné, kdyby ve světě soustavně nesahali po tom, co možné není.
Max Weber, Politika jako povolání, 1919
Z citátu pak vyvozuje, že proces politiky je de facto uměním nemožného, a kdo se chce takto chovat, musí mít vlastnosti vůdce a hrdiny.

## Politická antropologie
Pro politickou antropologii je kategorie moci jedním z nejdůležitějších objektů výzkumu, protože předpokládá, že moc a mocenské vztahy jsou základními pilíři politiky samotné a odhalují její podstatu.
Donald Kurtz souhlasí s Weberovým náhledem na moc, který postuluje: „(moc je) možnost, že jeden z činitelů uvnitř sociálních vztahů bude schopen prosadit bez odporu svou vůli.“  Michel Foucault popisuje moc jako antropomorfní faktor, jenž se objevuje v různých podobách a formách. Samotná politická antropologie předpokládá, že všechny společnosti jsou bez výjimky společnosti politické, moc sama o sobě je imanentní pro každou z nich, dokonce i pro jednotlivce v nich žijících. Alfred Radcliffe-Brown se domnívá, že nelze definovat existenci státní moci, která dle něj neexistuje, protože představuje mj. abstraktní formu moci. Moc je naopak vždy skutečný atribut jednotlivců - vládců, králů, ministrů nebo voličů.
Politická antropologie také zkoumá zdroje politické moci a rozděluje je do pěti skupin:
1. materiální zdroje – těmi majitel moci disponuje a nakládá, lze je kvantifikovat
  1. lidské zdroje – podporují držitele moci
  2. hmotné zdroje – jsou proměnné na druhu společnosti, v moderních společnostech je představují peníze, v tradičních pak např. obchodní cesty, otroci, voda, potraviny, zboží atd.
2. ideové zdroje – jsou jemnější, lze je obtížněji kvantifikovat a přesně definovat
  1. ideologie – přispívá držiteli moci mobilizovat společnost ve svůj prospěch
  2. symboly – jsou obecně mocné, může jím být i sám vládce
  3. informace – jsou důležité, nesou a vytvářejí znalost, držitelé moci potřebují je nutně komunikovat (rétorika), obhajovat a vysvětlovat

Politická antropologie definuje způsoby, jak vůdci nabývají politickou moc:
1. alokací autority – ta směřuje od politické komunity k vůdci nebo struktuře
2. uzurpací moci – provází ji narušení řádu a násilí
3. dědictvím statutu vůdce (nepotismus) – nepotismus existuje např. v asijských relativně moderních demokratických společnostech (v Indii)
4. ustavením, jmenováním  – vůdce je ustaven jiným, hierarchicky vyšším vůdcem
5. volbou – např. v demokraciích